# Cycnium adonense
Cycnium adonense är en snyltrotsväxtart. Cycnium adonense ingår i släktet Cycnium och familjen snyltrotsväxter.

## Underarter
Arten delas in i följande underarter:
- C. a. adonense
- C. a. camporum